# Siodłary
Siodłary (Siemionka) – przysiółek wsi Białowieża w Polsce, położony w województwie opolskim, w powiecie nyskim, w gminie Kamiennik.
W latach 1975–1998 przysiółek administracyjnie należał do ówczesnego województwa opolskiego. 

## Nazwa
Nazwa pochodzi od polskiej nazwy na siodło. W księdze łacińskiej Liber fundationis episcopatus Vratislaviensis (pol. Księga uposażeń biskupstwa wrocławskiego) spisanej za czasów biskupa Henryka z Wierzbna w latach 1295–1305 miejscowość wymieniona jest w zlatynizowanej formie Sodlare w szeregu wsi lokowanych na prawie polskim iure polonico.